# Algorytm szybkiego potęgowania
Algorytm szybkiego potęgowania – metoda pozwalająca na szybkie obliczenie potęgi o wykładniku naturalnym. Metoda ta wykorzystuje pośrednio dwójkową reprezentację wykładnika potęgi, a jej złożoność, wyrażona jako liczba wykonywanych mnożeń, wynosi {\displaystyle \Theta (\log n),} gdzie {\displaystyle n} oznacza wykładnik obliczanej potęgi.
Szybkie podnoszenie do potęgi w praktyce stosuje się do obliczania reszty z dzielenia potęgi przez ustaloną liczbę. Używa się go np. w algorytmach szyfru RSA.

## Wprowadzenie
Potęgowanie definiuje się za pomocą mnożenia
{\displaystyle {\begin{matrix}x^{k}=x\cdot x^{k-1}=&\underbrace {x\cdot x\cdot x\cdot \ldots \cdot x} \\&{}^{k}\end{matrix}},}
co daje łącznie {\displaystyle k-1} mnożeń.
Dla dużego {\displaystyle k} liczba wymaganych operacji może być bardzo duża. Jeśli {\displaystyle k} ma {\displaystyle j} cyfr, liczba operacji byłaby wykładnicza wobec {\displaystyle j.}

## Algorytm
Algorytm szybkiego potęgowania jest konsekwencją obserwacji, że aby obliczyć wartość {\displaystyle a^{b}} wystarczy znać {\displaystyle a^{\lfloor b/2\rfloor }} ({\displaystyle \lfloor \cdot \rfloor } oznacza część całkowitą), a następnie wykonać jedno lub dwa mnożenia. Np. aby obliczyć {\displaystyle 5^{175}} wystarczy znać wartość {\displaystyle x=5^{87},} a następnie policzyć {\displaystyle y=x^{2}=5^{174}} i wynik wynosi {\displaystyle y\cdot 5.} W ten sposób, aby wykonać jeden krok algorytmu, czyli przejść od {\displaystyle 5^{87}} do {\displaystyle 5^{175},} wystarczy wykonać 2 mnożenia zamiast 88, jak wynikałoby to z przytoczonej wyżej definicji.

### Pseudokod
Z powyższych obserwacji można uzyskać rekurencyjną funkcję szybkiego obliczania wartości {\displaystyle x^{n}.}
```
funkcja
 potęga(
x
, 
n
)
    
jeżeli
 
n
 = 0
        
zwróć
 1
    
jeżeli
 
n
 jest nieparzysta
        
zwróć
 x · potęga(
x
, 
n
 - 1)
    
w przeciwnym przypadku

        a = potęga(
x
, 
n
/2)
    
zwróć
 
a
2
```

Po optymalizacji można otrzymać następującą postać:
```
funkcja
 potęga(
x
, 
n
)
    
jeżeli
 
n
 = 0
        
zwróć
 1
    
jeżeli
 
n
 jest nieparzysta
        
zwróć
 x · (potęga(
x
, (
n
 - 1)/2))
2

    
zwróć
 (potęga(
x
, 
n
/2))
2
```

Ten sam algorytm w wersji iteracyjnej wygląda następująco:
```
w
:= 1

dla
 
a
 = 
m
 
do
 1   // m - ilość miejsc binarnych liczby n
    
c
 = 
a
-ta cyfra binarna liczby 
n

    
jeżeli
 
c
 = 0
       
w
:= 
w
 · 
w

    
jeżeli
 
c
 = 1
       
w
:= 
w
 · 
w
 · 
x
```

po zakończeniu powyższego algorytmu w zmiennej {\displaystyle w} jest pamiętana {\displaystyle n}-ta potęga liczby {\displaystyle x.}